# Glenea cinna
Glenea cinna là một loài bọ cánh cứng trong họ Cerambycidae.